# 라미투코투코
라미투코투코(Ctenomys lami)는 투코투코과에 속하는 설치류의 일종이다. 브라질 히우그란지두술주의 토착종으로 모래 언덕 주변에서 발견된다. 도시화와 농경지로의 서식지 전환 때문에 위협을 받고 있다.